# 1879
1879 (MDCCCLXXIX) byl rok, který dle gregoriánského kalendáře započal středou.

## Události
- 11. ledna – 4. července – Britsko-zulská válka
- 22. ledna – porážka britské armády v bitvě u Isandlwany
- 26. dubna – V australském Novém Jižním Walesu byl založen Royal National Park, první chráněné území na světě, které užilo termín „národní park“. Je také druhým nejstarším národním parkem na světě po Yellowstonském národním parku v USA.
- 2. května – Vznikla PSOE, Španělská socialistická dělnická strana
- 7. října – Vznik Dvojspolku mezi Německem a Rakousko-Uherskem. Itálie se připojila v roce 1882.
- Chile bylo ve válce s Bolívií (do roku 1883) a Peru (do roku 1884). Peru a Bolívie ztrácejí území ve prospěch Chile.

Předlitavsko
- 15. února – nastupuje vláda Karla von Stremayra
- 12. srpna – nastupuje vláda Eduarda Taaffeho (do 11. listopadu 1893)

### Probíhající události
- 1879–1884 – Druhá tichomořská válka

## Vědy a umění
- 12. listopadu - Antonín Dvořák byl jmenován předsedou spolku Umělecká beseda v Praze[1]
- Wilhelm Wundt vybudoval první experimentální psychologickou laboratoř v Lipsku.
- Francouzský malíř William-Adolphe Bouguereau namaloval jeden ze svých nejznámějších obrazů Zrození Venuše
- Byly objeveny chemické prvky thulium a skandium.
- Zřízena telefonní síť v Paříži.

## Knihy
- Gottlob Frege – Begriffsschrift
- Adolf Heyduk – Dědův odkaz
- August Strindberg – Červený pokoj
- Jules Verne – Číňanovy trampoty v Číně
- Jules Verne – Ocelové město
- Jules Verne – Vzbouřenci na lodi Bounty

## Narození
Automatický abecedně řazený seznam viz Kategorie:Narození v roce 1879

### Česko

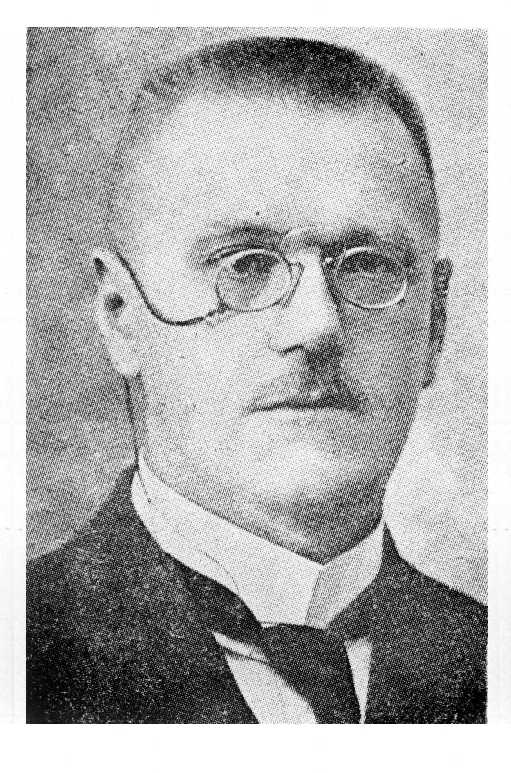
Bedřich Hrozný (* 6. května)

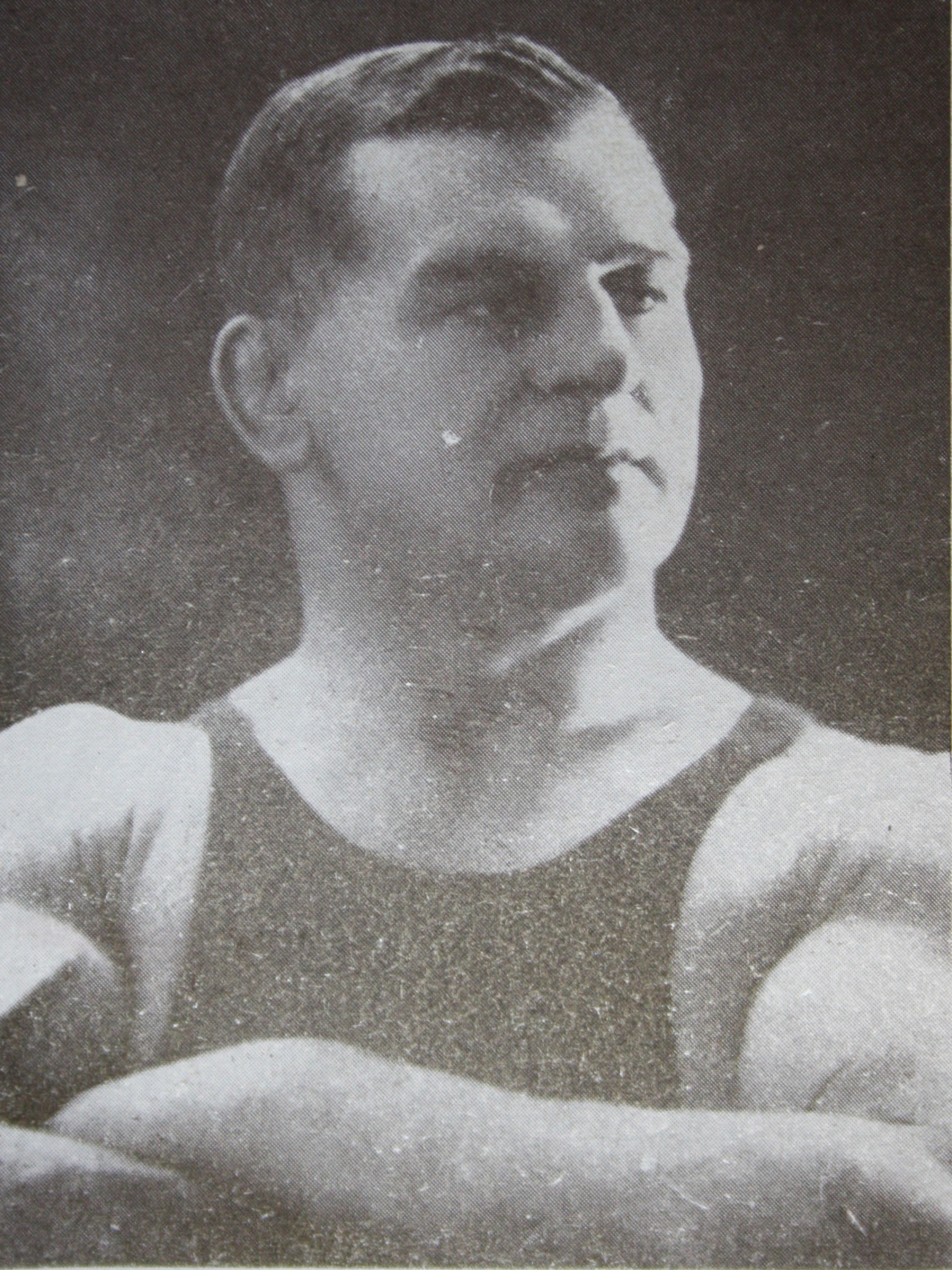
Gustav Frištenský (* 11. května)

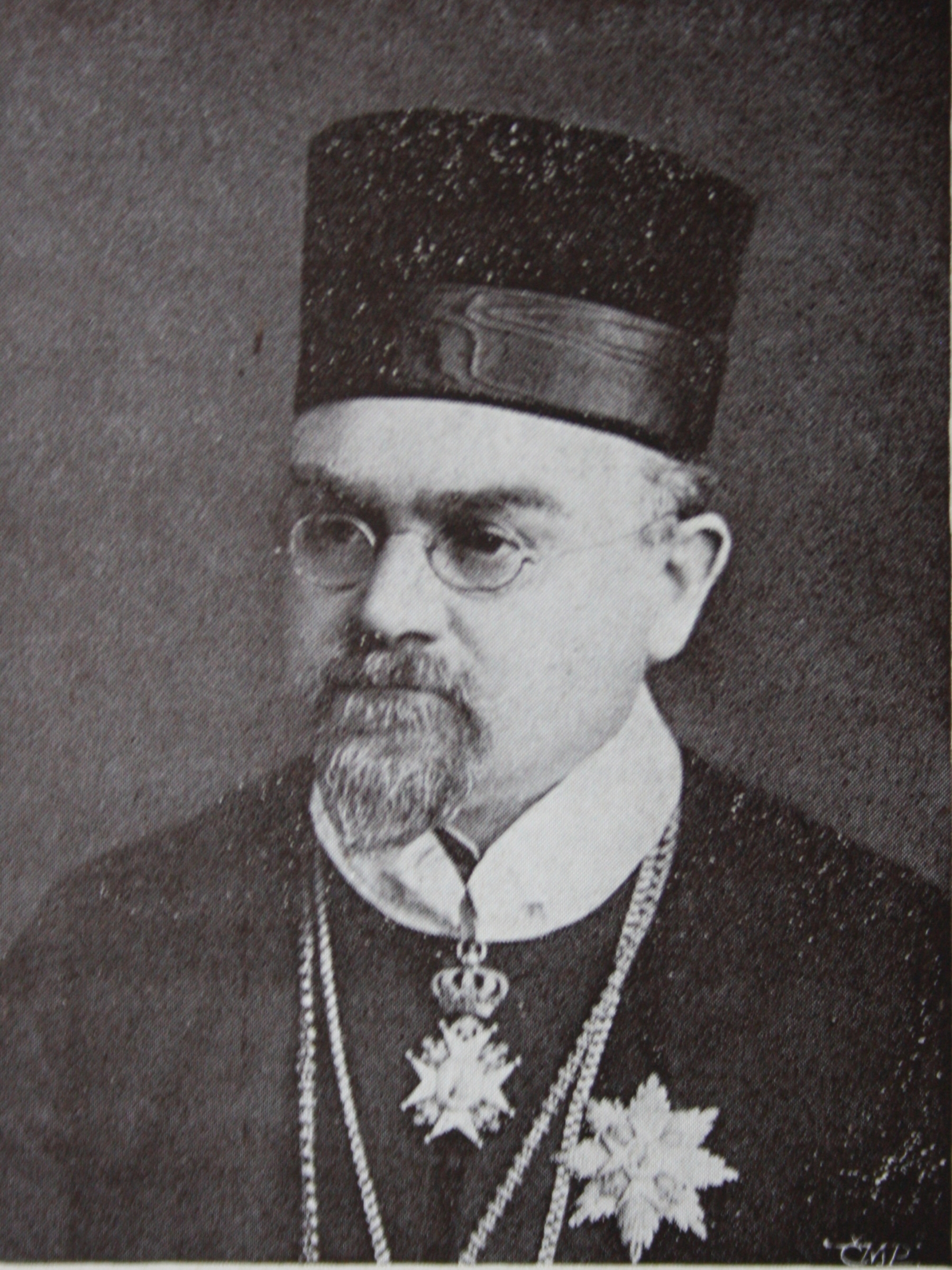
Svatý Gorazd II. (* 26. května)

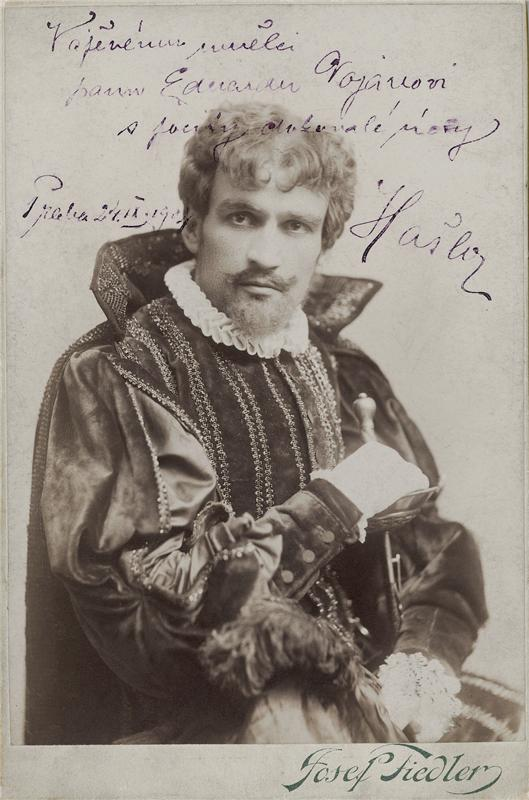
Karel Hašler (* 31. října)

- 13. ledna – Julius John, československý politik německé národnosti († ?)
- 18. ledna – František Stupka, dirigent, houslista a pedagog († 24. listopadu 1965)
- 21. ledna – František Mencl, mostní stavitel († 27. ledna 1960)
- 23. ledna – Leopolda Dostalová, herečka († 27. června 1972)
- 29. ledna – Gustav Roob, hudební skladatel († 11. září 1947)
- 14. února – Albín Polášek, sochař († 19. května 1965)
- 16. února – Miloš Nový, herec, režisér a divadelní ředitel († 3. září 1932)
- 21. února
  - Igor Hrušovský, politik († 24. května 1937)
  - Josef Syrový, malíř († 22. srpna 1956)
- 22. února – Bohuslav Kindl, politik († 23. února 1956)
- 25. února – Otakar Ostrčil, hudební skladatel a dirigent († 20. srpna 1935)
- 5. března
  - Bedřich Váška, český violoncellista († 9. prosince 1978)
  - Jindřich Fleischner, sociální pracovník a překladatel († 14. srpna 1922)
- 8. března – Bedřich Macků, fyzik a politik († 14. srpna 1929)
- 17. března – Eduard Šimek, politik († 12. února 1936)
- 21. března
  - Otakar Bas, právník a politik († 18. března 1939)
  - Heřman Tausik, politik († 10. února 1961)
- 22. března – Richard Teschner, malíř, řezbář, libretista a hudební skladatel († 4. července 1948)
- 25. března – Otakar Zich, hudební skladatel a estetik († 9. července 1934)
- 29. března – Josef Matějka, spisovatel († 31. července 1909)
- 1. dubna
  - František Mašata, politik († 28. února 1943)
  - Hugo Liehm, československý politik německé národnosti († 1958)
- 2. dubna – Tomáš Koutný, novinář a politik († 7. února 1958)
- 7. dubna – František Nosál, armádní generál a politik († 27. července 1963)
- 9. dubna – Wenzel Staněk, československý politik německé národnosti († 3. října 1926)
- 16. dubna – Anežka Hrůzová, švadlena a oběť rituální vraždy († 29. března 1899)
- 20. dubna – Václav Sladký, politik († 10. dubna 1940)
- 25. dubna
  - Karel Horký, novinář, fejetonista, spisovatel, kritik a vydavatel († 2. března 1965)
  - František Weyr, právník, právní filosof a státovědec († 29. června 1951)
- 29. dubna – Antonín Šolc, politik († 23. srpna 1951)
- 3. května – Alice Masaryková, dcera Tomáše Garrigua Masaryka († 29. listopadu 1966)
- 4. května
  - Antonín Engel, architekt a urbanista († 12. října 1958)
  - Jan Remiger, pomocný biskup pražský († 21. května 1959)
  - Florian Tománek, československý politik slovenské národnosti († 25. března 1948)
- 6. května – Bedřich Hrozný, orientalista († 12. prosince 1952)
- 7. května – Arnošt Vykoukal, opat kláštera benediktinů v Praze na Slovanech (Emauzy) († září 1942)
- 8. května – Adolf Horváth, československý politik slovenské národnosti († 10. června 1934)
- 11. května – František Josef Kinský, šlechtic († 1. září 1975)
- 14. května – Josef Bubník, politik († 4. července 1957)
- 18. května – Gustav Frištenský, zápasník († 6. dubna 1957)
- 21. května – Magda Bílá, sociální pracovnice, spisovatelka, malířka († 30. srpna 1958)
- 23. května – Václav Mařan, sochař a keramik († 17. února 1962)
- 26. května – Svatý Gorazd II., pravoslavný biskup († 4. září 1942)
- 1. června – Pavol Žiška, slovenský kněz a československý politik († 17. září 1947)
- 3. června – Antonín Srba, politik († 13. srpna 1943)
- 21. června – Jaromír Špaček, politik († 4. února 1953)
- 22. června – Jozef Pajger, československý politik slovenské národnosti († 25. července 1951)
- 24. června – Jaroslav Kallab, právník, rektor Masarykovy univerzity († 10. února 1942)
- 3. července – Marie Hoppe-Teinitzerová, textilní a průmyslová výtvarnice († 18. listopadu 1960)
- 4. července – Cyrill Pivko, československý politik slovenské národnosti († 3. června 1933)
- 6. července – Emil Pavel Lány, šlechtic, právník a historik († 5. května 1945)
- 16. července – Viktorin Vojtěch, profesor fotochemie a vědecké fotografie († 11. července 1948)
- 19. července – Alfréd Justitz, malíř († 9. února 1934)
- 23. července – Jan Hrouda, politik († 31. října 1937)
- 26. července
  - Vladislav Brdlík, zemědělský odborník, ministr československé vlády († 28. ledna 1964)
  - František Kopřiva, politik († 29. prosince 1935)
- 28. července – Inocenc Arnošt Bláha, sociolog, filosof a pedagog († 25. dubna 1960)
- 7. srpna – Oswald Hillebrand, československý politik německé národnosti († 4. června 1926)
- 18. srpna – Dominik Filip, spisovatel, redaktor a vědecký pracovník († 28. listopadu 1946)
- 8. září – Rudolf Chlup, hudební skladatel († 12. listopadu 1961)
- 18. září – Augustin Petrášek, československý politik slovenské národnosti († 28. listopadu 1963)
- 24. září – František Čapka, politik († 3. listopadu 1949)
- 25. září – Engelbert Šubert, politik († 20. ledna 1946)
- 10. října – František Peroutka, čs. ministr průmyslu, obchodu a živností († 3. února 1962)
- 24. října – Čeněk Vaněček, politik († 2. března 1946)
- 25. října – Karel Němec, malíř a grafik († 17. června 1960)
- 31. října – Karel Hašler, herec, skladatel, spisovatel, dramatik a režisér († 22. prosince 1941)
- 8. listopadu – Josef Votruba, generál († 7. října 1959)
- 13. listopadu – Jaroslav Bouška, politik († ?)
- 14. listopadu – Leopold Pölzl, starosta Ústí nad Labem († 1. září 1944)
- 17. listopadu – Jindřich Kamenický, ministr protektorátní vlády († 27. března 1959)
- 18. listopadu – František Záviška, teoretický fyzik († 17. dubna 1945)
- 23. listopadu – Leopold Procházka, jeden z prvních českých buddhistů († 29. března 1944)
- 25. listopadu – Zdeněk Bažant, profesor stavební mechaniky, rektor ČVUT († 1. září 1954)
- 2. prosince – Rudolf Friml, americký skladatel českého původu († 12. listopadu 1972)
- 4. prosince – Rudolf Krupička, básník a dramatik († 20. října 1951)
- 7. prosince – František Horký, malíř († 21. března 1936)
- 14. prosince – Emanuel Chalupný, právník, sociolog, spisovatel a jazykovědec († 27. listopadu 1958)
- 16. prosince – Hans Watzlik, česko-německý spisovatel († 24. listopadu 1948)
- 18. prosince – Josef Stivín, spisovatel a politik († 12. října 1941)
- 25. prosince
  - Vojtěch Dundr, politik († 7. září 1957)
  - Igo Etrich, rakouský letecký konstruktér († 4. února 1967)
- 5. března – Jindřich Fleischner, sociální pracovník a překladatel († 14. srpna 1922)
- ? – Julius Komrs, politik († 1954)
- 1. dubna – Hugo Liehm, československý politik německé národnosti († 1958)

### Svět
- 1. ledna

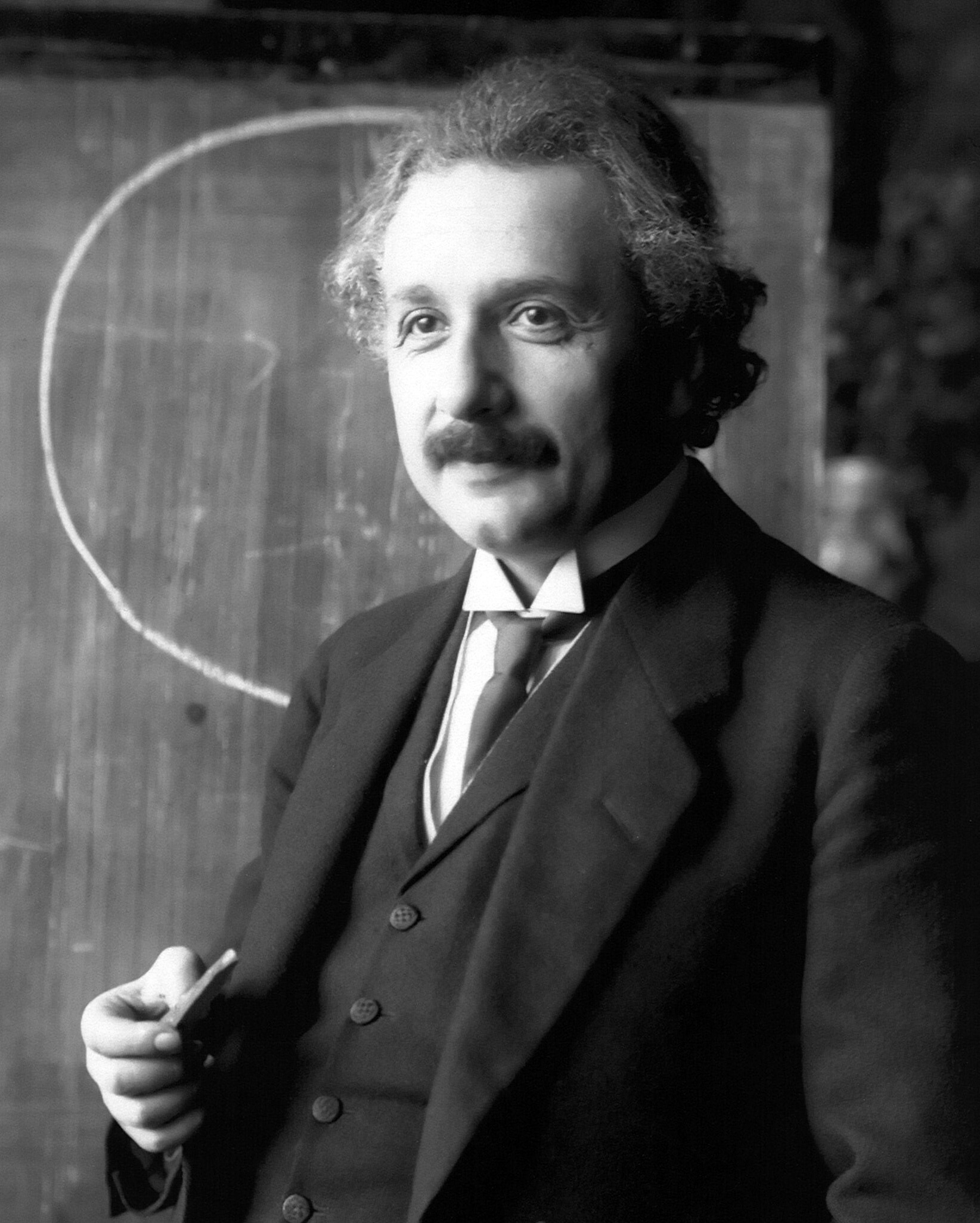
Albert Einstein (* 14. března)

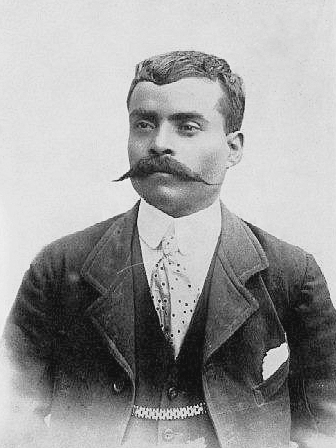
Emiliano Zapata (* 8. května)

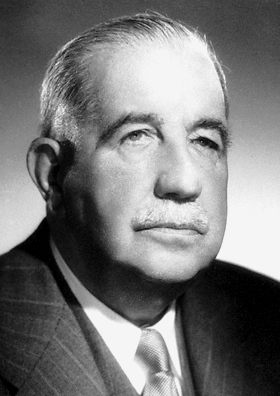
Léon Jouhaux (* 1. července)

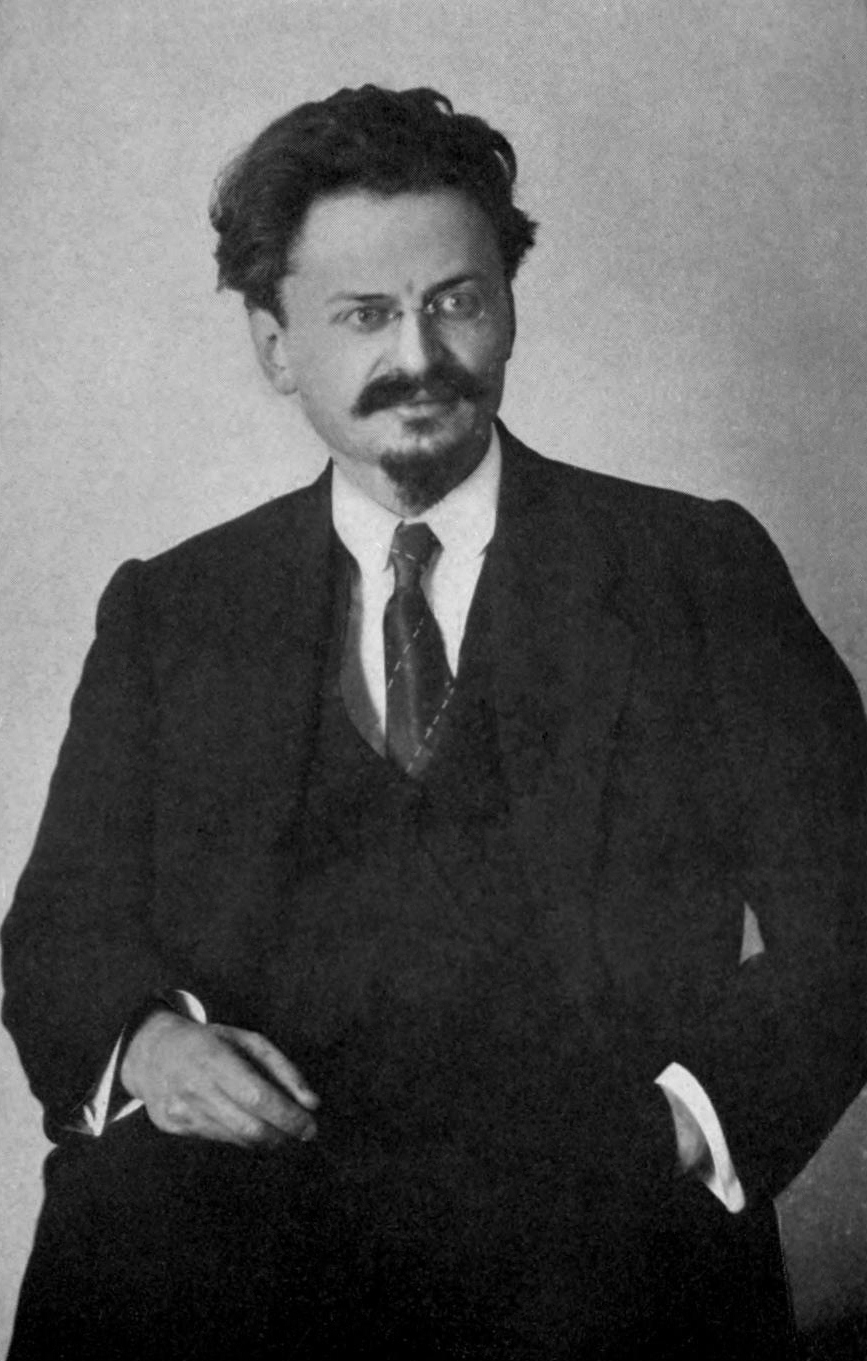
Lev Davidovič Trockij (* 7. listopadu)

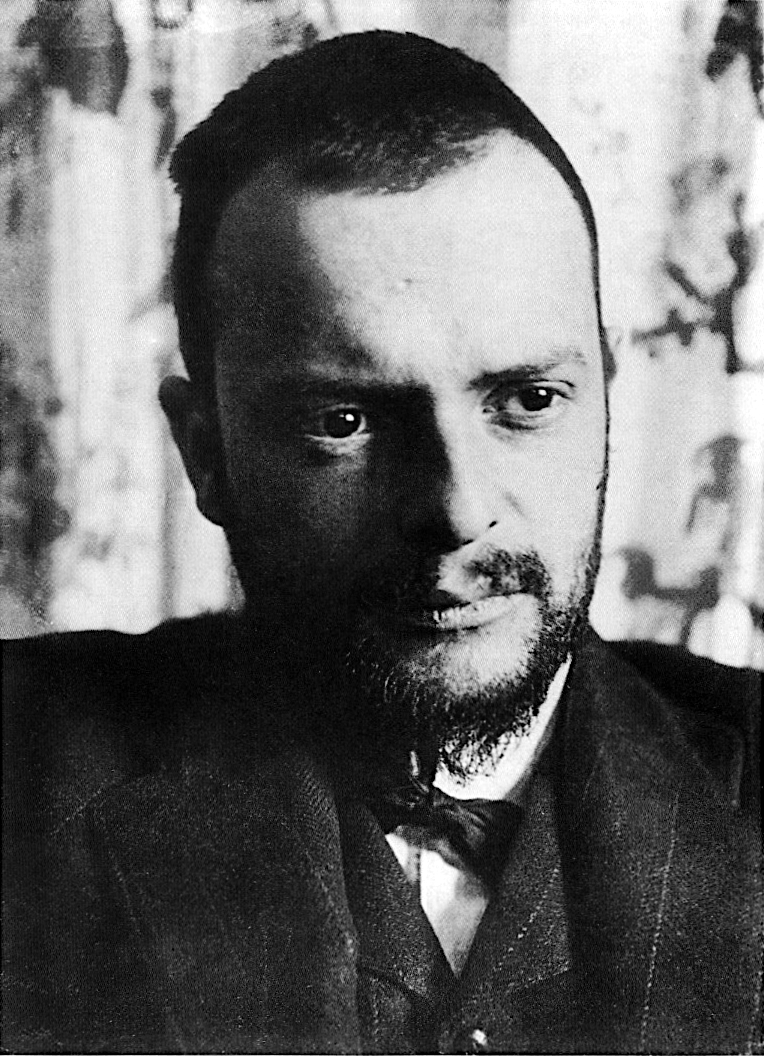
Paul Klee (* 18. prosince)

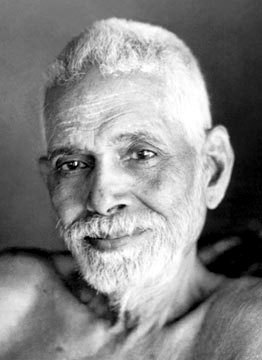
Ramana Maharši (* 30. prosince)

  - Edward Morgan Forster, anglický spisovatel († 7. června 1970)
  - Ernest Jones, britský neurolog a psychoanalytik († 11. února 1958)
  - Petar Živković, srbský generál a první jugoslávský premiér († 3. února 1947)
- 2. ledna – Rudolf Bauer, maďarský olympijský vítěz v hodu diskem († 9. listopadu 1932)
- 3. ledna – Grace Coolidgeová, manželka 30. prezidenta USA Calvina Coolidge († 8. července 1957)
- 9. ledna – Mořic Arnold de Forest, francouzský automobilový závodník a britský politik († 6. října 1968)
- 10. ledna – Max von Behr, důstojník Waffen-SS († 27. prosince 1951)
- 11. ledna – Antonio Beltramelli, italský spisovatel († 15. března 1930)
- 14. ledna – František Jehlička, slovenský kněz a politik († 3. ledna 1939)
- 15. ledna – Mazo De la Roche, kanadská spisovatelka († 12. července 1961)
- 17. ledna – Karol Kočí, slovenský entomolog († 7. prosince 1956)
- 19. ledna – Guido Fubini, italský matematik († 6. června 1943)
- 21. ledna – Hugo Schmölz, německý fotograf († 27. dubna 1938)
- 22. ledna – Francis Picabia, francouzský malíř a básník († 30. listopadu 1953)
- 25. ledna – Helge von Koch, švédský matematik († 11. března 1924)
- 27. ledna – Pavel Bažov, ruský spisovatel († 3. prosince 1950)
- 31. lednaBoris Savinkov, ruský spisovatel a revolucionář († 7. května 1925)
- 4. února – Jacques Copeau, divadelní režisér, producent, herec a dramatik († 20. října 1949)
- 5. února – Pinchas Rutenberg, ruský podnikatel, socialistický revolucionář († 22. prosince 1942)
- 8. února – Adolf Lindfors, finský zápasník († 6. května 1959)
- 9. února – Arthur Kobus, německý důstojník († duben 1945)
- 11. února – Jean Gilbert, německý skladatel a dirigent († 20. prosince 1942)
- 16. února – Gustav Gräser, rakousko-německý malíř a básník († 27. října 1958)
- 22. února – Johannes Nicolaus Brønsted, dánský umělec a fyzikální chemik († 17. prosince 1947)
- 25. února – Ernst von Niebelschütz, německý historik umění († 12. února 1946)
- 1. března – Aleksandar Stambolijski, premiér Bulharska († 14. června 1923)
- 8. března – Otto Hahn, německý chemik, nositel Nobelovy ceny († 28. července 1968)
- 10. března – Hans Luther, německý říšský kancléř († 11. května 1962)
- 12. března – Viktor Tausk, rakouský filozof a psychoanalytik († 3. července 1919)
- 13. března – Karl Caspar, německý malíř († 21. září 1956)
- 14. března – Albert Einstein, teoretický fyzik († 18. dubna 1955)
- 17. března – Ernesto Eugenio Filippi, vatikánský diplomat († 23. srpna 1951)
- 20. března – Maud Leonora Menten, kanadská lékařka a biochemička († 26. července 1960)
- 22. března
  - Wilhelm Schlenk, německý chemik († 29. dubna 1943)
  - Borisav Stanković, srbský spisovatel († 22. října 1927)
- 27. března
  - Sándor Garbai, prezident komunistické Maďarské republiky rad († 7. listopadu 1947)
  - Edward Steichen, americký fotograf a malíř († 25. března 1973)
- 1. dubna – Frank Dixon, kanadský hráč lakrosu († 29. listopadu 1932)
- 4. dubna – Gabriel Grovlez, francouzský klavírista, skladatel a dirigent († 20. října 1944)
- 7. dubna – Angelo Dibona, italský horolezec a horský vůdce († 21. dubna 1956)
- 12. dubna – Ernst Wandersleb, německý fyzik, fotograf, vzduchoplavec a horolezec († 2. května 1963)
- 16. dubna – Léon Théry, francouzský automobilový závodník († 8. března 1909)
- 17. dubna – Mirko Dmitrij Petrović-Njegoš, černohorský princ († 2. března 1918)
- 20. dubna – Italo Gariboldi, italský generál († 3. února 1970)
- 26. dubna – Owen Willans Richardson, anglický fyzik, nositel Nobelovy ceny za fyziku († 15. února 1959)
- 27. dubna – Mária Kupčoková, slovenská spisovatelka a překladatelka († 1. listopadu 1941)
- 30. dubna – Richárd Weisz, maďarský zápasník, olympijský vítěz († 4. prosince 1945)
- 19. května – Nancy Astorová, první žena – členka britské Dolní sněmovny († 2. května 1964)
- 21. května – Pablo Luna, španělský hudební skladatel († 28. ledna 1942)
- 22. května – Symon Petljura, prezident Ukrajiny († 25. května 1926)
- 27. května – Karl Bühler, německý psycholog († 24. října 1963)
- 28. května – Milutin Milanković, srbský geofyzik († 12. prosince 1958)
- 29. května – Richard Hamann, německý historik umění († 9. ledna 1961)
- 30. května – Vanessa Bell, britská malířka († 7. dubna 1961)
- 1. června
  - Max Emmerich, americký olympijský vítěz v trojboji († 29. června 1956)
  - Freeman Wills Crofts, britský spisovatel detektivních románů († 11. dubna 1957)
- 4. června – Theodor Haecker, německý katolický spisovatel († 9. dubna 1945)
- 5. června – René Pottier, francouzský cyklista († 25. ledna 1907)
- 7. června
  - Knud Rasmussen, grónský polární badatel a antropolog († 21. prosince 1933)
  - Jegor Sozonov, ruský revolucionář († 10. prosince 1910)
- 8. června – Ethel Thomsonová Larcombeová, anglická tenistka a badmintonistka († 11. srpna 1965)
- 9. června – Joseph Avenol, francouzský diplomat, druhý generální tajemník Společnosti národů († 2. září 1952)
- 20. června – Vladko Maček, chorvatský politik († 15. května 1964)
- 29. června – Zsigmond Móricz, maďarský spisovatel († 5. září 1942)
- 1. července – Léon Jouhaux, francouzský odborář, nositel Nobelovy ceny za mír († 28. dubna 1954)
- 3. července – Alfred Korzybski, americký filozof († 1. března 1950)
- 5. července
  - Wanda Landowska, cembalistka polského původu († 16. srpna 1959)
  - José Millán Astray, zakladatel Španělské cizinecké legie († 1. ledna 1954)
- 6. července – Karl Maybach, německý konstruktér († 6. února 1960)
- 9. července – Ottorino Respighi, italský skladatel († 18. dubna 1936)
- 18. července – Karol Wojtyła st., poručík Rakousko-uherské armády, otec papeže Jana Pavla II. († 18. února 1941)
- 19. července – Eugen Lanti, francouzský, v esperantu píšící spisovatel († 1. ledna 1947)
- 26. července – Otto Hieronimus, rakouský konstruktér automobilů a motorů, pilot a automobilový závodník († 8. května 1922)
- 27. července – Jean-Baptiste Laviolette, kanadský hokejista († 10. ledna 1960)
- 5. srpna - Vladimir Aïtoff francouzský lékář a ragbista († 6. září 1963)
- 8. srpna – Emiliano Zapata, mexický revolucionář († 10. dubna 1919)
- 16. srpna – Douglas Clifton Brown, britský politik († 5. května 1958)
- 18. srpna – Manuel Arce y Ochotorena, tarragonský arcibiskup a kardinál († 16. září 1948)
- 20. srpna – Robert William Seton-Watson, britský historik († 25. června 1951)
- 22. srpna - José Pijoan, katalánský historik a kritik umění († 16. června 1963)
- 31. srpna
  - Alma Mahlerová, rakouská autorka memoárové literatury († 11. prosince 1964)
  - Taišó, 123. japonský císař († 25. prosince 1926)
- 1. září – Bruno Granichstaedten, rakouský hudební skladatel († 30. května 1944)
- 6. září
  - Johan Nygaardsvold, premiér Norska († 13. března 1952)
  - Joseph Wirth, německý říšský kancléř († 3. ledna 1956)
- 14. září – Margaret Sangerová, americká feministka († 6. září 1966)
- 26. září – Tadeusz Michejda, polský lékař a politik († 18. května 1956)
- 27. září
  - Hans Hahn, rakouský matematik a filozof († 24. července 1934)
  - Frederick Schule, americký olympijský vítěz v běhu na 110 metrů překážek († 14. září 1962)
- 30. září – Johan Falkberget, norský spisovatel a politik († 5. dubna 1967)
- 2. října – Wallace Stevens, americký básník († 2. srpna 1955)
- 5. října – John Erskine, americký spisovatel († 2. června 1951)
- 9. října – Max von Laue, německý fyzik († 24. dubna 1960)
- 11. října – Marie Luisa Hannoverská, hannoverská, britská a bádenská († 31. ledna 1948)
- 13. října – William Beveridge, britský ekonom, politik a sociální reformátor († 11. května 1963)
- 25. října – Fritz Haarmann, německý sériový vrah († 15. dubna 1925)
- 29. října
  - Otto Lange, německý malíř († 19. prosince 1944)
  - Franz von Papen, německý říšský kancléř († 2. května 1969)
- 1. listopadu
  - Oskar Barnack, průkopník fotografické techniky († 16. ledna 1936)
  - Nikolaj Někrasov, poslední generální guvernér Finského velkoknížectví († 7. května 1940)
- 7. listopadu
  - Mordechaj Nurok, lotyšský a izraelský politik († 8. listopadu 1962)
  - Lev Davidovič Trockij, bolševický revolucionář a marxistický teoretik († 21. srpna 1940)
- 10. listopadu – Patrick Pearse, irský politik, spisovatel a revolucionář († 3. května 1916)
- 24. listopadu
  - Eli Heckscher, švédský ekonom a historik ekonomie († 26. listopadu 1952)
  - Jicchak Gruenbaum, izraelský a polský politik († 7. září 1970)
- 14. prosince – Karl Becker, generál Wehrmachtu († 8. dubna 1940)
- 18. prosince – Paul Klee, švýcarský malíř († 29. června 1940)
- 24. prosince – Alexandrina Meklenbursko-Zvěřínská, dánská královna († 28. prosince 1952)
- 29. prosince – Witold Wojtkiewicz, polský malíř († 14. června 1909)
- 30. prosince – Ramana Maharši, tamilský mudrc († 14. dubna 1950)
- 31. prosince
  - Horacio Quiroga, uruguayský spisovatel († 19. února 1937)
  - Józef Unszlicht, ruský revolucionář polského původu († 28. července 1938)
- ? – Alí ibn Husajn, král Hidžázu a emír Mekky († 4. června 1935)
- ? – Kosta Pećanac, srbský četnický vojvoda († 25. května 1944)

## Úmrtí
Automatický abecedně řazený seznam existujících biografií viz Kategorie:Úmrtí v roce 1879

### Česko

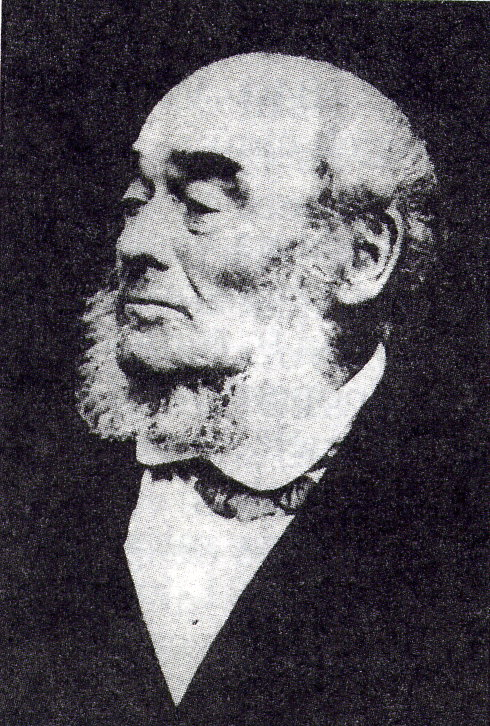
Václav Babinský († 1. srpna)

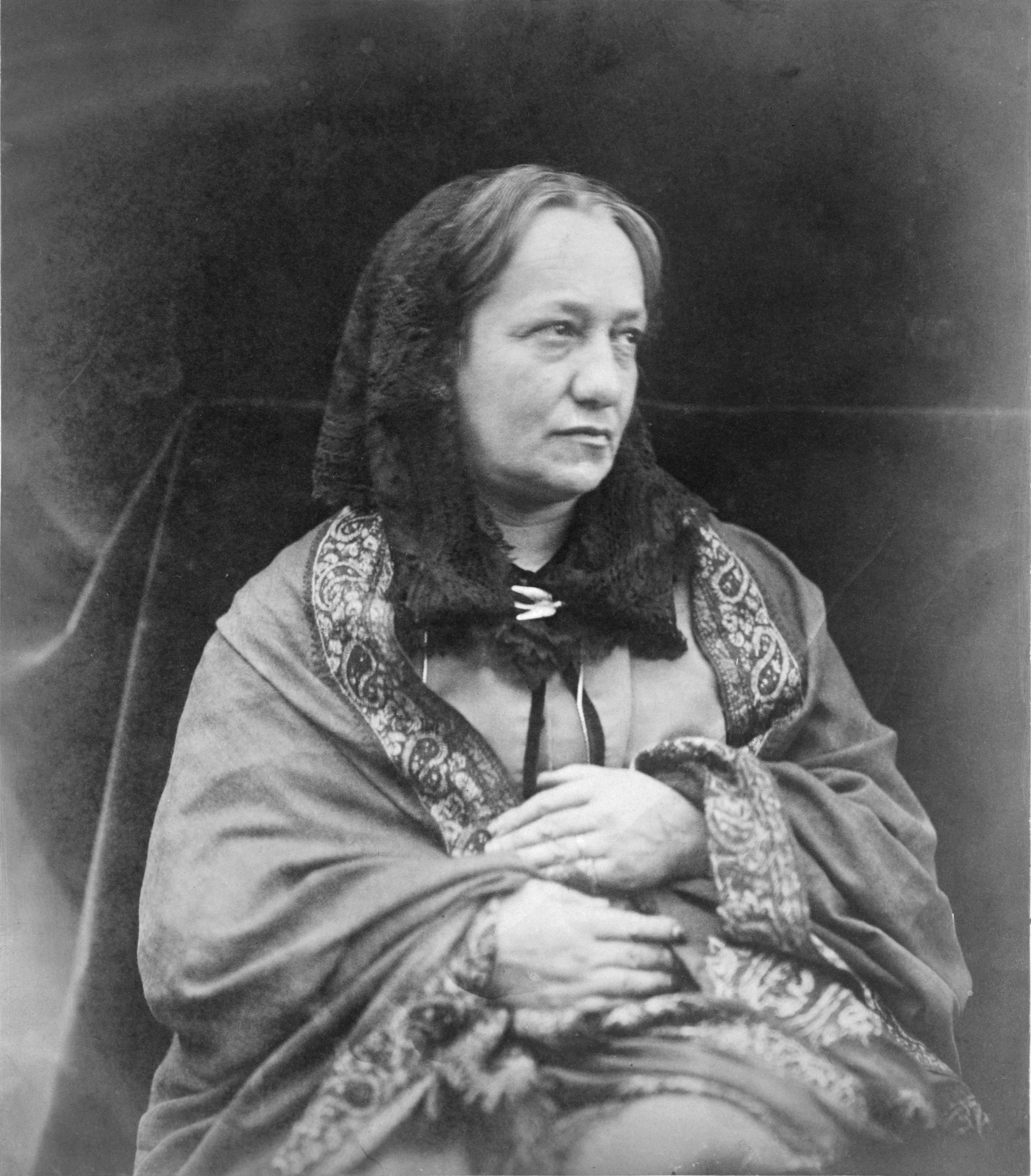
Julia Margaret Cameronová († 26. ledna)

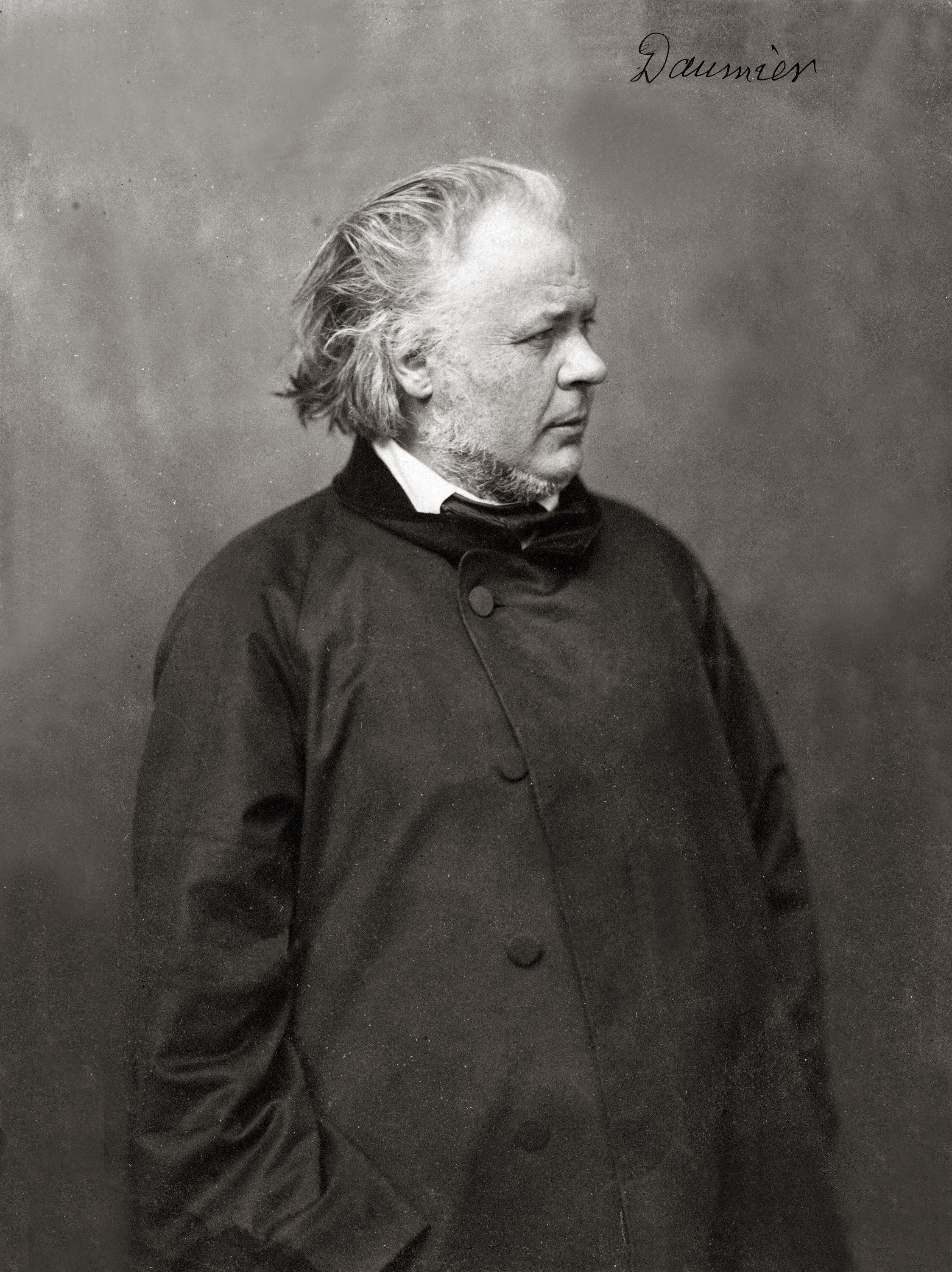
Honoré Daumier († 10. února)

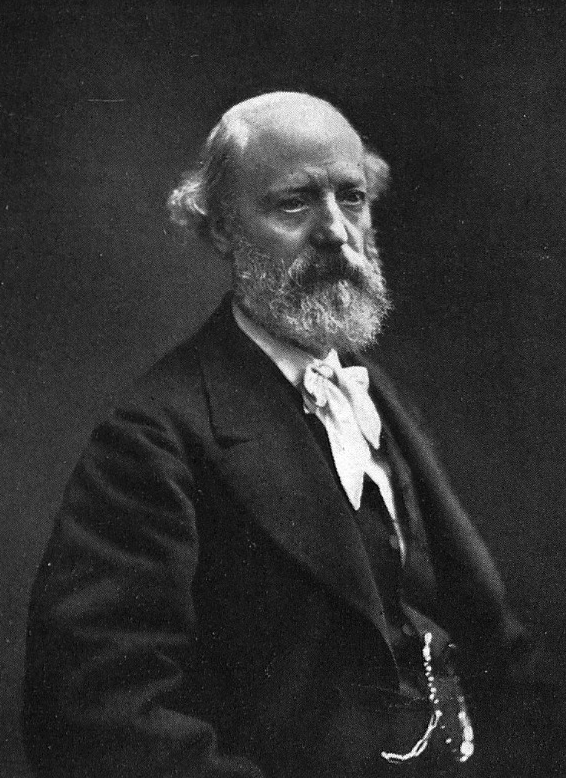
Eugène Viollet-le-Duc († 17. září)

James Clerk Maxwell († 5. listopadu)

- 14. ledna – Mathias Pangerl, historik a archivář (* 10. března 1834)
- 25. ledna – Robert Lichnovský z Voštic, kanovník olomoucké kapituly (* 7. listopadu 1822)
- 26. ledna – David Kuh, pražský německý novinář a politik (* 11. dubna 1819)
- 7. února – Karel Daniel Gangloff, lesník a vynálezce (* 1809)
- 4. března – František Havelec, poslanec Českého zemského sněmu a Říšské rady (* 8. října 1837)
- 14. května – Gottfried Menzel, katolický kněz a přírodovědec (* 7. června 1798)
- 7. června – Siegfried Kapper, český a německý básník, spisovatel a lékař (* 21. března 1820)
- 8. června – Alois Hille, generální vikář litoměřické diecéze (* 29. ledna 1812)
- 24. června – Franz Xaver Chwatal, klavírista a hudební skladatel (* 19. června 1808)
- 4. července – František Kralert, lékař a politik (* 27. listopadu 1812)
- 5. července – Franz Stradal, advokát, železniční podnikatel a politik německé národnosti (* 25. října 1812)
- 1. srpna – Václav Babinský, loupežník (* 1. srpna 1796)
- 11. srpna – Jan Swerts, vlámský malíř, ředitel Akademie výtvarných umění v Praze (* 25. prosince [1820])
- 23. srpna – Jan Bohumil Ceyp z Peclinovce, psychiatr (* 8. prosince 1835)
- 2. října – Josef Dionys Halbmayr, rakouský a český politik německé národnosti (* 11. března 1813)
- 11. října – Eberhard Jonák, právník, ekonom a politik (* 12. dubna 1820)
- 18. listopadu – Michal Antonín Kotler, podnikatel a cestovatel (* 29. září 1800)
- 22. listopadu – Eduard Schubert, rakouský a český právník a politik německé národnosti (* 21. června 1800)
- 10. prosince – Josef Jiří Stankovský, dramatik a spisovatel (* 11. listopadu 1844)
- 25. prosince – František Josef Řezáč, kněz, pedagog, spisovatel a politik (* 6. ledna 1819)

### Svět
- 14. ledna – Mathias Pangerl, český historik, archivář a profesor (* 10. března 1834)
- 19. ledna – Émilie Evershedová, francouzská básnířka (* 1. července 1800)
- 21. ledna – Ljuben Karavelov, bulharský spisovatel (* 7. listopadu 1834)
- 26. ledna – Julia Margaret Cameronová, byla britská fotografka (* 11. června 1815)
- 10. února – Honoré Daumier, francouzský malíř a sochař (* 26. února 1808)
- 23. února – Albrecht von Roon, pruský válečník a státník (* 30. dubna 1803)
- 28. února – Hortense Allart de Méritens, francouzská spisovatelka (* 7. září 1801)
- 3. března – William Kingdon Clifford, anglický matematik a filozof (* 4. května 1845)
- 4. března – László Paál, maďarský malíř a impresionista (* 30. července 1846)
- 13. března – Adolf Anderssen, německý šachový mistr (* 6. července 1818)
- 23. března – Eduardo Abaroa, bolivijský národní hrdina (* 13. října 1838)
- 27. března – Hércules Florence, francouzsko-brazilský malíř a vynálezce (* 29. února 1804)
- 30. března – Thomas Couture, francouzský malíř (* 21. prosince 1815)
- 12. dubna – August von Fligely, rakouský důstojník a kartograf (* 26. září 1810)
- 16. dubna – Bernadette Soubirous, katolická světice z Lurd (* 17. února 1844)
- 20. dubna – Ljudevit Gaj, chorvatský politik a lingvista (* 8. července 1809)
- 22. dubna *
  - Ernst Leopold von Kellersperg, rakouský šlechtic a politik, český místodržící (* 20. ledna 1822
  - George Walker, anglický šachový mistr (* 13. března 1803)
- 26. dubna – Andrej Ľudovít Radlinský, slovenský kněz, fyzik, jazykovědec, pedagog (* 8. července 1817)
- 7. května – Charles de Coster, belgický, francouzsky píšící spisovatel (* 20. srpna 1827)
- 9. května – August Grisebach, německý botanik (* 17. dubna 1814)
- 12. května – Ludwig Angerer, rakousko-uherský fotograf (* 15. srpna 1827)
- 15. května
  - Gottfried Semper, německý architekt (* 29. listopadu 1803)
  - Heinrich von Scholl, ministr zeměbrany Předlitavska (* 1815)
- 19. května – Jules Anspach, belgický politik a starosta Bruselu (* 20. července 1829)
- 20. května – Peter Michal Bohúň, slovenský malíř (* 29. září 1822)
- 1. června
  - Karl Giskra, ministr vnitra Předlitavska (* 29. ledna 1820)
  - Charles Marville, francouzský fotograf (* 17. července 1813)
  - Napoleon Evžen Bonaparte, pretendent francouzského trůnu jako syn císaře Napoleona III. (* 1856)
- 7. června – Siegfried Kapper, český a německý romantický básník, spisovatel, cestovatel a lékař (* 21. března 1820)
- 11. června – Vilém Oranžský, nizozemský následník trůnu (* 4. září 1840)
- 19. června – James Valentine, skotský fotograf, litograf a vydavatel (* 12. června 1815)
- 24. června – Franz Xaver Chwatal, český pianista, hudební skladatel a pedagog (* 19. června 1808)
- 7. července – George Caleb Bingham, americký malíř (* 20. března 1811)
- 15. července – Johann Friedrich von Brandt, německý přírodovědec (* 25. května 1802)
- 16. července – Marie Tereza Savojská, princezna savojská a jako manželka Karla II. vévodkyně z Parmy a Luccy (* 19. září 1803)
- 17. července – Thomas Maclear, anglický astronom (* 17. března 1794)
- 11. srpna – Jan Swerts, vlámský malíř (* 25. prosince 1825)
- 27. srpna – Henriette Nissen-Saloman, švédská operní mezzosopranová zpěvačka (* 18. ledna 1819)
- 29. srpna – Jeanne Jugan, katolická světice (* 25. října 1792)
- 8. září – Felice Frasi, italský varhaník a hudební skladatel (* 16. března 1806)
- 17. září – Eugène Viollet-le-Duc, francouzský architekt (* 27. ledna 1814)
- 16. října – Sergej Michajlovič Solovjov, ruský historik (* 17. května 1820)
- 2. listopadu – Abbondio Sangiorgio, italský sochař (* 16. července 1798)
- 3. listopadu – Joseph Poelaert, belgický architekt (* 21. března 1817)
- 5. listopadu – James Clerk Maxwell, fyzik v oboru elektromagnetického pole (* 13. června 1831)
- 19. listopadu – Josef Lasser von Zollheim, ministr vnitra Předlitavska (* 30. září 1814)
- 7. prosince – Jón Sigurðsson, islandský politik, vůdce islandského hnutí za nezávislost v 19. století (* 17. června 1811)
- 22. listopadu – Manuela Kirkpatricková, matka poslední francouzské císařovny Evženie (* 24. února 1794)
- 30. prosince
  - Jean-Baptiste Alphonse Dechauffour de Boisduval, francouzský lékař a přírodovědec (* 17. června 1799)
  - López de Ayala, španělský dramatik, básník, prozaik, historik a politik (* 1. května 1828)
- ? – Friedrich Adolph Müller, německý optik (* 1838)
- ? – Ján Ruman Driečny, horský vůdce v Tatrách (* 1840)

## Hlavy států

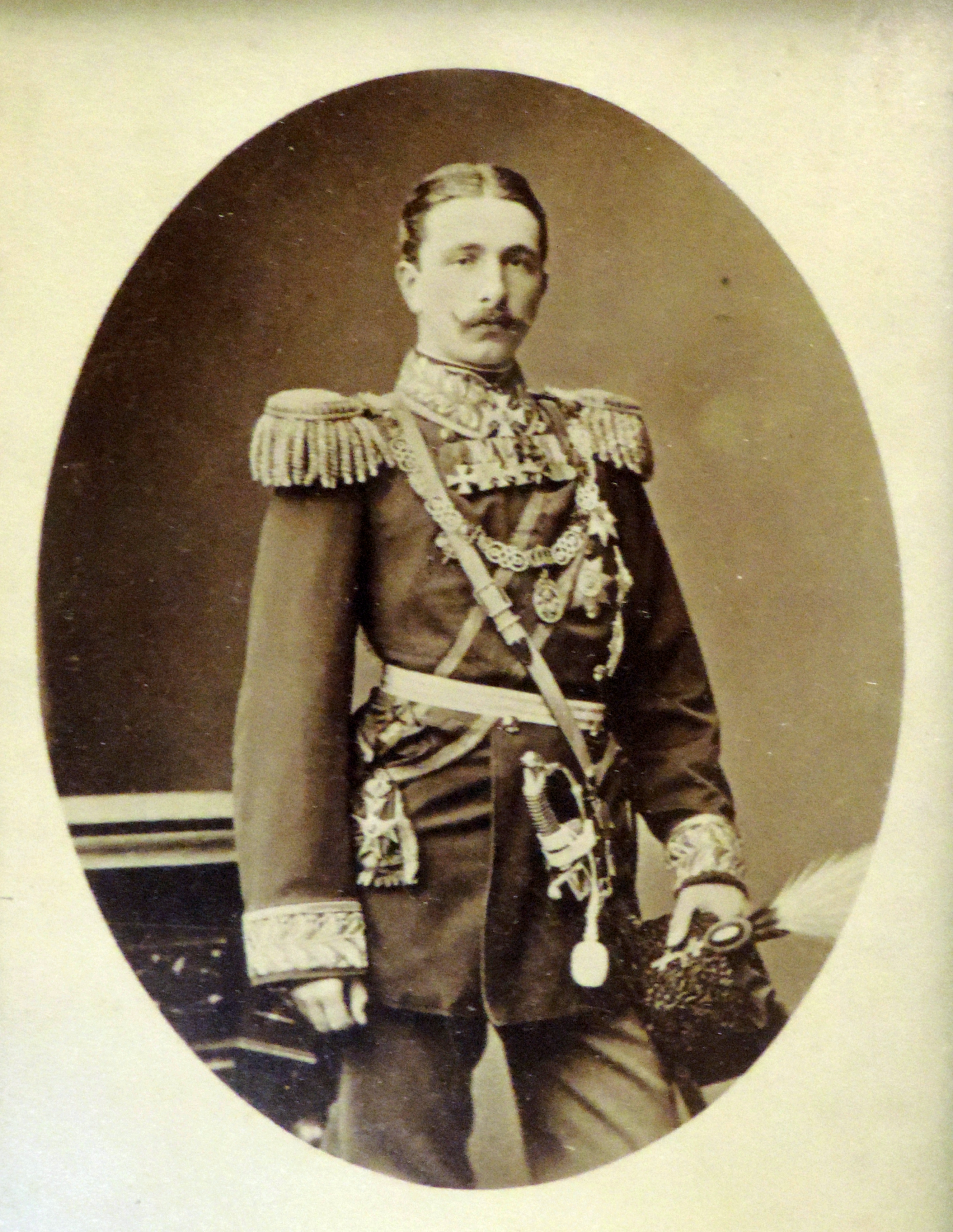
Prvním knížetem obnoveného Bulharska se stal Alexandr I., synovec ruského cara Alexandra II.

- České království – František Josef I. (1848–1916)
- Papež – Lev XIII. (1878–1903)
- Spojené království – Viktorie (1837–1901)
- Francie – Patrice de Mac-Mahon (1873–1879) / Jules Grévy (1879–1887)
- Rakousko-Uhersko – František Josef I. (1848–1916)
- Rusko – Alexandr II. (1855–1881)
- Německo – Vilém I. (1861–1888)
- Dánsko – Kristián IX. (1863–1906)
- Švédsko – Oskar II. (1872–1907)
- Belgie – Leopold II. (1865–1909)
- Nizozemsko – Vilém III. (1849–1890)
- Řecko – Jiří I. Řecký (1863–1913)
- Španělsko – Alfons XII. (1875–1885)
- Portugalsko – Ludvík I. (1861–1889)
- Itálie – Umberto I. (1878–1900)
- Rumunsko – Karel I. (1866–1881 kníže, 1881–1914 král)
- Bulharsko – Alexandr I. (1879–1886)
- Osmanská říše – Abdulhamid II. (1876–1909)
- USA – Rutherford B. Hayes (1877–1881)
- Japonsko – Meidži (1867–1912)